# 2019年8月逝世人物列表
2019年逝世人物列表：1月 - 2月 - 3月 - 4月 - 5月 - 6月 - 7月 - 8月 - 9月 - 10月 - 11月 - 12月
2019年8月逝世人物列表，是用于汇总2019年8月期间逝世人物的列表。

## 依日期排序

### 31日
- 王补宣，97岁，中国工程热物理学家，中国科学院院士。[1]
- 安托万·于贝尔（法語：Anthoine Hubert），22岁，法国赛车手。于比利时斯帕赛道举办的二级方程式锦标赛比赛中遭遇车祸事故身亡。[2]
- 伊曼紐爾·沃勒斯坦（英語：Immanuel Wallerstein），88歲，美國社會學家、歷史學家、經濟學家和政治學家。[3]
- 马雪征，66歲，中國大陸企業人物。聯想集團前高級副總裁，香港交易所獨立非執行董事。[4]

### 30日
- 羊子喬，68歲，本名楊順明，台灣詩人，著有詩集《月浴》、《收成》、《羊子喬卅年詩選》。[5]
- 钟元，28歲，中華人民共和國死刑犯。樂清幼師打車遇害案主犯。被判注射死刑。[6]

### 29日
- 包忠文，86岁，中国文艺理论家、鲁迅研究专家，南京大学文学院教授。[7]
- 詹·李維爾（英語：Jim Leavelle），99歲，前美國達拉斯警探。[8]

### 28日
- 聂元梓，98岁，文化大革命时期北京造反派五大領袖之一。[9]
- 劉道南，74歲，馬來西亞抗日文史工作者，肺癌末期。[10]
- 索甲仁波切（藏語：བསོད་རྒྱལ་，威利转写：Bsod-rgyal），72岁，出生於中國，旅居西方的藏传佛教上师、作家，死於直肠癌引发的肺栓塞。[11]

### 27日
- 達烏達·賈瓦拉爵士（英語：Sir Dawda Jawara），95歲，岡比亞政治家，總理（1962年－1970年）、總統（1970年－1994年）。[12]
- 章综，90岁，中国物理学家，中国科学院院士。[13]
- 潔西·庫姆斯（英語：Jessi Combs），39歲，美國女賽車手、電視節目主持人，意外事故身亡。[14]

### 26日
- 陈家镛，97岁，中国科学家，中国科学院院士。[15]
- 宋振春，94岁，原天津警备区原政治委员，天津市委常委。[16]
- 侯佑達，58歲，台灣知名洗滌技術師教師，雲嘉南區洗染工會代表之一。
- 郭先生，25歲，為聲援反修例事件從觀塘順天邨天韻樓高處墮下，倒臥大廈天井，救護員送往聯合醫院後證實死亡。[17]

### 25日
- 駱財德，60歲，馬來西亞華裔註冊會計師，2013年曾參加505大选代表马华竞选光大州席。[18]
- 加納一朗（日语：加納一朗），91歲，日本小說家，死於吸入性肺炎。[19]

### 24日
- 李敦白（英語：Sidney Rittenberg），98岁，美国学者、政治人物。中國共產黨首位美國籍黨員。[20]
- 劉張秀，86歲，暱稱「快樂嬤」，台灣最年長的YouTuber。[21]
- 賈特里（英语：Arun Jaitley），66歲，印度前財政部長。[22]

### 23日
- 大衛·咸美頓·科赫（英語：David Hamilton Koch），79歲，美國企業家，科氏工業集團副總裁。死於前列腺癌。[23]
- 馬繼興，94歲，中國中醫文獻學家。病逝。[24]
- 王国栋，88岁，中国画家。[25]

### 22日
- 高恒，89岁，中国法学家，中国社会科学院荣誉学部委员。[26]
- 錢遜，85歲，中國大陸學者，清華大學思想文化研究所前所長，已故國學家錢穆之子。[27]
- 汤姆·尼萨尔科（英語：Tom Nissalke），87歲，美國NBA前職業籃球教練。[28]
- 李在德，101岁，二戰時期中國朝鮮族女战士，曾參加东北抗日联军。[29]

### 21日
- 迪娜·賓特·阿博都哈米德（阿拉伯語：دينا بنت عبد الحميد），89岁，约旦贵族和国王侯赛因的首任王后。[30]
- 简明，中国诗人。[31]
- 李容馬（韓語：이용마），50歲，前南韓記者、評論人、政治家，死於腹膜癌。[32]

### 20日
- 李厚文，92岁，中国胸外科专家、中国医科大学原校长。[33]

### 19日
- 白言，100歲，新加坡資深藝人。[34]
- 和田一夫（日語：和田 一夫），90歲，日本大型連鎖零售集團八佰伴總裁（1962年－1997年）。[35]
- 胜井三雄（日語：勝井 三雄）87歲，日本設計師、武藏野美術大學名譽教授，為当代日本平面设计界领军人物之一。[36]

### 18日
- 叶茂林，55岁，中国政治人物，北京建筑大学党委书记。[37]
- 余振贵，73岁，中国伊斯兰教研究专家，宁夏社科院院长，中国伊斯兰教协会常务副会长。[38]
- 袁永福，92岁，中国二戰老兵，曾參與國共內戰、抗美援朝战役。[39]
- 郭雅，96歲，英國殖民地官員，香港政府首任庫務署署長（1975年－1978年），1941年香港保衛戰期間隸屬香港義勇防衛軍。[40]

### 17日
- 薄柔纜（英語：Roland Perter Brown），93歲，美國醫師、門諾會宣教士，台灣門諾醫院創辦人。[41]
- 薛球，53歲，台灣罪犯，曾名列「十大槍擊要犯」。[42]
- 陳紫蓮，71歲，香港電視節目製作人，曾為香港小姐副統籌經理，死於子宮頸癌。[43]
- 劉娟娟，75歲，香港資深模特兒。死於大腸癌及肝癌。（死亡公佈日期）[44]
- 楊力宇，86歲，台灣政治學者，薛顿贺尔大学榮休教授。[45]

### 16日
- 鄭紹良，85歲，台灣政治人物，總統府前顧問。[46]
- 南希·帕克（英語：Nancy Parker），53歲，美國電視人和Fox 8 News（英语：WVUE-DT）主播，死於飛機失事。[47]
- 理查德·威廉斯（英语：Richard Williams (animator)），86歲，加拿大和英國動畫師，代表作為1988年電影《威探闖通關》。[48]
- 彼得·方达（英語：Peter Fonda），79岁，美国演员，曾參與演出作品《逍遙騎士》，及兩度榮獲「奧斯卡金像獎」的提名。[49]
- 陈建坡，70岁，新加坡书画家、文化奖得主。[50]
- 蒋先齐，89岁，中国政治人物，原四川省重庆市政协副主席。[51]
- 克里斯蒂娜公主（荷蘭語：Christina der Nederlanden），72歲，荷蘭公主，王室成員，前任國王貝婭特麗克絲女王的四妹。死於骨癌。[52]

### 15日
- 山繆·W·格爾弗曼（英语：Samuel Gelfman），88歲，美國製片人和演員，曾在罗杰·科曼的新世界影業（英语：New World Pictures）工作，心臟和呼吸系統疾病的併發症。[53]
- 秦含章，111岁177天，中国食品工业专家、超级人瑞。[54]
- 佘健明，83岁，中国政治人物，原国家发展计划委副主任、中国工程咨询协会原会长。[55]
- 林如，84岁，中国播音艺术家、朗诵艺术家。[56]
- 葛俊人，59歲，台灣企業家，凌天航空副董事長，麗正國際科技股份有限公司監察人。[57]

### 13日
- 基普·艾達泰（英语：Kip Addotta），75歲，美國喜劇演員和電台主持人。[58]
- 梁舜燕（原名梁淑貞），90歲，香港資深演員，死於器官衰竭。[59]

### 12日
- 卢永根，88岁，中国作物遗传学家，中国科学院院士。[60]
- 曹文錦，94歲，前香港船東會主席、萬邦航運集團創始人，香港「四大船王」之一。[61]
- 张中如，100岁，中國人民解放軍开国少將之一。[62]

### 11日
- 沃尔特·马丁内斯（西班牙語：Walter Julián Martínez），37岁，洪都拉斯足球运动员。死於心脏病。[63]
- 思齊·奧韋索·里韋拉（西班牙語：Sergio Obeso Rivera），87岁，天主教墨西哥籍司鐸級樞機及哈拉帕總教區榮休總主教。[64]
- 陈亚浙，79岁，中国学者，北京大学数学科学学院教授。[65]

### 10日
- 皮耶羅·托西（英语：Piero Tosi），92歲，義大利劇裝設計師。[66]
- 杰弗里·爱泼斯坦（英語：Jeffrey Epstein），66岁，美国投资家，性罪犯。警方称其自缢，[67]舆论普遍猜测其遭遇高层政治人物的联手谋杀。
- 巫宁坤，98岁，中国翻译家。[68]
- 王耀亭，98岁，中国政治人物，浙江省委原常委、组织部原部长。[69]
- 包克辛，67歲，原中国储备粮管理总公司董事长、党组书记。[70]

### 9日
- 阿末萊，69岁，馬來西亞政治人物，砂拉越州前實務的國會議員。[71]

### 8日
- 让-皮埃尔·莫奇（法語：Jean-Pierre Mocky），86岁，法国电影导演、编剧、剪辑、电影监制、演员。[72]
- 黃可思，58歲，中國企業家，星河灣集團副總裁，死於心肌梗塞。[73]

### 7日
- 凯利·穆利斯（英語：Kary Banks Mullis），74岁，美国生物化学家，1993年诺贝尔化学奖得主，占星学支持者之一。[74]

### 6日
- 蘇詩馬·斯瓦拉吉（英語：Sushma Swaraj），67岁，印度女性政治人物，曾任外交部部长。死於心搏停止。[75][76][77]
- 卓仁禧，88岁，中国高分子化学家，武汉大学教授，中國科學院院士。[78][79]
- 卡維諾·達席爾瓦（葡萄牙語：Clauvino da Silva），42歲，巴西毒梟，最大犯罪集團「紅色司令部」（Red Command）的首腦，變裝越獄失敗後，在里約熱內盧州的班古監獄大樓上吊自殺。[80]
- 冼劍麗（原名冼菁華），89歲，香港粵劇歌伶[81]

### 5日
- 罗伟，56岁，中国中央电视台导演。[82]
- 比约格·兰布雷希特（Bjorg Lambrecht），22歲，比利時自行車運動員。在2019年環波蘭自行車比賽中撞車意外身亡。[83]
- 托妮·莫里森（英語：Toni Morrison），88岁，美国女性作家，1993年诺贝尔文学奖得主。[84]
- 夏萍（原名盧少萍），81歲，香港資深演員，曾參與演出作品《金粉世家》、《九品芝麻官》。[85]
- 張再興 (石雕家)，88歲，金門石雕家，太武山「毋忘在莒」勒石之共同鑿刻人。[86]

### 4日
- 林朝家，93岁，台灣教育家，樹人醫護管理專科學校創辦人。[87]
- 农谢，93岁，柬埔寨政治人物、红色高棉领导人。[88]
- 陳慶芳，68岁，台灣文化界人士、古文物收藏家，曾任彰化縣文化局長。[89]
- 約翰·保羅德羅特（法語：Jean-Paul Driot），68歲，法國石油商、DAMS車隊創辦人（新聞發布日）。[90]
- 園田小波（日語：園田 小波），42岁，日本漫畫家，自2003年起連載《Chocomimi》（チョコミミ）直至逝世。死於乳癌。[91]
- 欧亨尼奥·陈-罗德里格斯（西班牙語：Eugenio Chang-Rodríguez），94岁，华裔秘鲁语言文学家。[92]

### 3日
- 托马斯·雷门格绍（英語：Thomas Ongelibel Remengesau），89岁，帛琉政治人物、曾任帛琉總統。[93]
- 尼古拉·卡尔达肖夫（俄語：Николай Семёнович Кардашёв），87岁，前苏联天体物理学家。[94]
- 巴兹尔·希特利（英語：Basil Heatley），85歲，英國馬拉松運動員，曾在1964年東京奧運馬拉松比賽獲得銀牌。[95]
- 秦珪，91岁，中国学者，中国人民大学教授，人民大学新闻学院前副院长。[96]
- 湯淺實（日语：湯浅実），84歲，日本演員，死於吸入性肺炎。[97]
- 苗耕书，77岁，中国企業家，原中国五矿集团公司总裁、党组书记[98]
- 于宗先，88歲，台灣經濟學家、中央研究院第17屆人文及社會科學組院士。[99]
- 中村和子（原名：日語：），96歲，日本女性動畫師，曾參與作品《原子小金剛》－原畫師、《寶馬王子》－作畫監督。[100]

### 2日
- 日本死刑犯死刑執行：[101][102]
  - 庄子幸一（日語：庄子 幸一），64歲，2001年8-9月在神奈川縣大和市殺害兩名女子並搶走現金。
  - 鈴木泰德（日語：鈴木 泰徳），50歲，2004年12月至翌年1月在福岡縣性侵殺害三名女子並搶走財物。
- 亚历山德拉·斯特列利琴科（俄語：Александра Стрельченко），82岁，苏联/俄罗斯女歌手。[103]
- 森永愛（日語：森永 あい），日本漫畫家，代表作《貧窮貴公子》（日語：山田太郎ものがたり），病逝。[104]

### 1日
- 查全性，94岁，中国电化学家，中国科学院院士。[105]
- 翁兴义，94岁，中国政治人物，原重庆市九龙坡区政协主席。[106]
- 萨杜·哈亚图（英語：Sadou Hayatou），77岁，喀麦隆前总理。[107]
- 哈利·瑞斯（英語：Harley Race），76岁，美国职业摔跤选手。[108]
- 米洛万·普雷勒维奇（英语：Milovan Minja Prelević），49岁，黑山足球教练、前足球运动员，中乙球队杭州吴越钱唐主教练，死於突发疾病。[109]
- 鐮田實（日語：鎌田 実），80歲，日本職業棒球運動員。曾效力阪神虎及大阪近鐵野牛球會。死於肺癌。[110]
- 葉家康，86歲，中國教育家，五邑大学校长（1985年－1998年）。[111]
- 瓦连京·卡尔波维奇·梅夏茨（俄語：Валентин Карпович Месяц），91岁，前苏联农业部长。[112]
- 曾月娥，54歲，香港女配音員。曾任香港電台助理節目主任。死於腦腫瘤。[113]
- 彭尼貝克（英語：D.A. Pennebaker），94歲，美國紀錄片導演。[114]
- 周雷，81歲，中國學者、紅學家，87版《紅樓夢》編劇之一。[115]
- 伊恩·吉布斯（英语：Ian Gibbons (musician)），67歲，英國搖滾音樂家，為奇想樂團的鍵盤手。膀胱癌去世。[116]